# Benedetto Marcello
Benedetto Marcello (Venècia, 31 de juliol de 1686 – Brescia, 24 de juliol de 1739) va ser un escriptor, advocat, magistrat, mestre i compositor italià.

## Biografia
Era membre d'una noble família, i en les seves obres musicals freqüentment signa com Patrizio Veneto. Malgrat estudiar música amb Antonio Lotti i Francesco Gasparini, Marcello fou fortament influenciat pel seu pare per a seguir la carrera de lleis.
En conseqüència combinà la seva activitat en el camp del Dret i la magistratura amb la musical. El 1711 fou membre del Consell dels Quaranta, govern central de Venècia, i el 1730 va ser enviat a Pula com a "Provveditore" (governador de districte).
El clima d'Istria afectà la seva salut, retirant-se després de vuit anys a Brescia en qualitat de "Camarlengo", ciutat on finalment morí.
El seu germà Alessandro Marcello (1669-1747) fou també un compositor de cert reconeixement. A vegades les obres del seu germà li han estat atribuïdes a ell.

## Idiosincràcia de Marcello
Entre els compositors italians de la primera meitat del segle xviii, Benedetto Marcello representa un cas atípic i digne d'interès. Igual que el seu compatriota i coetani Tomaso Albinoni, era un aristòcrata de la Venècia divuitena, la Venècia del Carnaval i de Giacomo Casanova que podem conèixer a través de la vedute de pintors com Francesco Guardi, (1712-1793), Canaletto (1697-1786) o Pietro Longhi (1701-1785).
Curiosa mescla de músic i literat, polític i patrici, el seu caràcter mordaç i satíric contrasta amb la seva faceta pietosa, respectivament reflectits en els seus escrits crítics i en els seus poemes religiosos.
Marcello era quasi deu anys més jove que Vivaldi, essent el menor de tres germans que destacaren per les seves activitats artístiques. Ja el 1701 publicà una col·lecció de dotze Concerti a cinque stromenti, libro primo, dels quals resulta difícil separar els seus propis dels del seu germà Alessandro, menys conegut que ell, com també succeeix amb el Concert per a oboè en re menor, atribuït a Benedetto en data recent de finals del segle xx.
El 1707, ensems que cursava els seus estudis de Dret a Florència, escriví un tractat amb el títol de Teoria musicale ordinata alla moderna pratica, que no veié la llum pública. En aquesta obra el seu autor es mostra partidari de l'antiga tradició erudita de l'estil polifònic rigorós, recurs per altra banda molt corrent en els pedants tractadistes de l'època.
Al seu retorna a Venècia, i després d'haver exercit l'advocacia, entrà a formar part del Supremo Consiglio dei Quaranta, càrrec que ocupà durant catorze anys. L'any següent publicà les seves Canzoni madrigalesche ed arie per camera a due, a tre ed a quattro voci, i el 1720 el pamflet Il teatro alla moda, o sia metodo sicuro e facile per ben comporre ed eseguire le opere italiane in musica, en el que ridiculitzava els usos musicals del seu temps, especialment els referents a l'òpera. El seu paisà Antonio Vivaldi era el que més malparat sortia d'aquesta crítica, i es desencadenà una considerable polèmica de rivalitats locals.
Però fou el 1724 quan Marcello començà a publicar l'obra que li’n donaria major fama: l'Estro poetico-armonico, musicalització de salms amb texts de Girolamo Ascanio Giustiniani. L'any següent, trobant-se a Roma, rebé l'encàrrec de compondre una Serenata per a la Cort de Viena, que es representà l'1 d'octubre de 1725, prova que el seu nom havia travessat els límits del seu país.
Pel maig de 1728 Marcello va contraure matrimoni amb una camperola, la qual havia sentit cantar una nit en companyia del seu amic i col·lega Baldassare Galuppi. Més o menys a partir d'aquesta data la seva religiositat començà a manifestar-se de forma accentuada, donant origen a la gran quantitat de poemes pietosos que se’n conserven, el més important dels quals és L'universale Redenzione, malgrat que restà inacabat.
De 1730 a 1737, fou nomenat per la República provveditore (governador) de la ciutat de Pula, passant posteriorment a Brescia amb el càrrec de camarlenc, i on morí.

## Obra musical
Benedetto Marcello compongué diversitat de música, incloent-hi un considerable volum de música sacra, oratoris, centenars de cantates, duets, sonates, concerts i simfonies. Fou contemporani d'Antonio Vivaldi a Venècia, i la seva música té un aire vivaldià.
Com a compositor, Marcello fou molt conegut durant la seva vida, i encara se'l recorda per obres com el seu Estro poetico-armonico (1724-1727), una col·lecció musical per a veus i baix continu dels primers cinquanta Salms, amb text en italià de Giustiniani. Aquesta obra va ser admirada per Charles Avison, el qual junt amb John Garth edità una versió amb text en anglès (Londres, 1757).
La Biblioteca del Conservatori reial de Brussel·les conserva interessants volums de cantates de cambra compostes per Marcello per a la seva esposa. També va compondre una òpera titulada La Fede riconosciuta (La Fe reconeguda), que ell mateix produí a Vicenza l'any 1702. D'acord amb els seus escrits, sentia poca afinitat per aquest gènere.
| «             | La música de Marcello es caracteritza per la imaginació i una tècnica subtil què inclou al mateix temps contrapunt i desenvolupades característiques galants | » |
| — Grove, 1994 | |   |

## Escrits
Marcello publicà les seves opinions sobre la situació del drama musical del seu temps en el pamflet satíric Teatro alla moda, publicat anònimament a Venècia l'any 1720. Aquest petit treball, que és freqüentment reimprès, no és massa amè, però sí molt valuós com a contribució a la història de l'òpera.
El 1844 el compositor i editor Franciszek Mirecki (1792-1862) li publicà una col·lecció de 50 Salms.